# Шестая холерная пандемия
Шестая холерная пандемия (также VI пандемия холеры, англ. sixth cholera pandemic, англ. 1899–1923 cholera pandemic) — исторически шестое распространение холеры за пределы её традиционной локализации в Индии, длившееся в течение 1899—1923 годов.

## Распространение пандемии
Снова появилась из Индии и продолжалась дольше всех предшествующих пандемий. Охватила все континенты, за исключением Антарктиды. До 1905 года возбудителем холеры считали только классический холерный вибрион. Однако в 1905 году немецкий бактериолог Феликс Готшлих на карантинной станции Эль-Тор Синайского полуострова из кишечника паломников, возвращавшихся из Мекки и умерших от диареи, выделил ещё один вибрион, который и получил своё название от этой станции. Сам учёный ошибочно признавал выделенный им микроб безвредным, хотя на острове Сулавеси в 1937—1938 годах возникла большая эпидемия, которая сопровождалась 70 % летальностью и была порождена V. cholerae биовар El Tor. Однако большинство учёных продолжали поддерживать ложную мысль Готшлиха о безвредности этого биотипа вплоть до 1961 года.
На территории современной Украины с начала пандемии были лишь единичные случаи заболеваний. Однако в 1907 году болезнь распространилась в бассейне Днепра, достигла апогея в 1910 году. Впоследствии распространённость значительно ослабла (в 1912 году в Одессе было всего 9 случаев заболеваний), но в 1913 году произошла новая вспышка холеры, главным образом в Подольской губернии — 1600 заболеваний. С началом Первой мировой войны (1914 год) холера распространилась в русской армии, преимущественно на Юго-западном фронте: 7700 заболеваний, среди гражданского населения до 1800. В 1915 году зафиксировано 11 400 случаев в армии и десятки тысяч среди гражданского населения. В следующие два года эпидемия значительно уменьшилась, но в 1918 году из-за интенсивных перемещений беженцев, демобилизованных и военнопленных, а затем из-за гражданской войны произошла новая большой вспышка холеры.
В 1918 году холера была завезена в Одессу. Она проникла двумя путями. В первом случае из Новороссийска прибыл пароход, о котором знали карантинные службы, поэтому его пассажиры и члены команды были изолированы, среди них были найдены больные и носители вибрионов. Благодаря этому в данной ситуации удалось избежать заноса, но во втором случае нелегально проникшая из того же Новороссийска баржа с людьми завезла холеру. Так как о ней карантинные чиновники не знали и соответственно наблюдение не установили, в связи с чем произошла вспышка с поражением более 200 человек. Она распространилась по всей Малороссии. Летальность от холеры была очень высокой; например, в Одессе в 1918 году — 55,8 %, 1919 г.  — 47,2 %, 1920 г.  — 65,0 %, 1921 г. — 48,8 %. Наибольшая смертность была среди молодых и старших групп больных. После окончания гражданской войны была начата энергичная борьба против холеры, в результате холера на 1926 год на всей территории СССР была окончательно ликвидирована. Всего же в Российской империи и СССР за 1823—1925 годы было зарегистрировано 55 «холерных» лет со смертью за все это время 2 300 000 жителей.
В дальнейшем, благодаря принятию международных карантинных законов и мер, холера уже приобрела характер отдельных заносов из Индии, которые не получали широкого распространения в мире.